# Zeitschrift für pädagogische Psychologie und Jugendkunde
Die Zeitschrift für pädagogische Psychologie und Jugendkunde war eine pädagogische Fachzeitschrift, die von 1899 bis 1944 im Quelle & Meyer-Verlag Leipzig erschien. Sie wechselte mehrfach den Namen, von 1911 bis  1924 hieß sie Zeitschrift für pädagogische Psychologie und experimentelle Pädagogik.

## Erscheinungsweise
Die Zeitschrift erschien zweimonatlich mit 6 Ausgaben pro Jahr. Sie kostete zu Beginn im Abonnement jährlich 8 Mark. Herausgegeben wurde sie zunächst von Ferdinand Kemsies, einem promovierten Oberlehrer der Friedrichs-Werderschen Oberrealschule in Berlin.

## Autoren (Auswahl)
Autoren waren unter anderem Karl Brauckmann, Paul Barth, Theodor Heller, Hugo Gaudig, Aloys Fischer, Nelly Wolffheim und Adolf Busemann.